# Паола Крум
Андреа Паола Крум (ісп. Andrea Paola Krum; нар. 21 червня 1970) — аргентинська акторка та співачка.

## Біографія
Народилась 21 червня 1970 року в Буенос-Айресі (Аргентина). Популярність їй принесла роль Люсі в мюзиклі «Дракула» (1991).
Стала відомою українській аудиторії після показу серіалу «Дикий ангел», у якому вона зіграла сеньйориту Флоренцію, наречену та дружину головного героя Іво Ді Карло.

## Особисте життя
Три роки зустрічалась з актором Пабло Раго. Мала стосунки з актором та співаком Фернандо Коккьюффо, з яким працювала в мюзиклі «Дракула». В 2004 році познайомилась з актором Хоакіном Фур'єлем, від якого у 2009 році народила доньку Елоїзу Фур'єль Крум.

## Фільмографія
- 1991 — Regalo del cielo (телесеріал)
- 1995 — Alta comedia (телесеріал)
- 1996 — Los especiales de Doria (телесеріал)
- 1997 — El Rafa (телесеріал)
- 1998 — El faro (фільм)
- 1998—1999 — Дикий ангел (телесеріал)
- 2001 — Cuatro amigas (міні-серіал)
- 2004 — Epitafios (телесеріал)
- 2006 — Монте-Крісто. Любов та помста (Montecristo. Un Amor, Una Venganza) (телесеріал)
- 2011 — El elegido (телесеріал)
- 2012—2013 — Tiempos compulsivos (мінісеріал)
- 2017 — Quiero vivir a tu lado (телесеріал)